# Callyntrura
Genre
Callyntrura est un genre de collemboles de la famille des Entomobryidae.

## Liste des espèces
Selon Checklist of the Collembola of the World (version du 25 novembre 2019) :
- Callyntrura affinis Lee & Park, 1989
- Callyntrura alpina Lee & Rojanavongse, 1999
- Callyntrura antennata Kim & Rojanavongse, 1999
- Callyntrura apiana Yoshii, 1981
- Callyntrura attygallei Fernando, 1957
- Callyntrura batik Yoshii & Yayuk, 1989
- Callyntrura bimaculata Yosii, 1959
- Callyntrura borneensis Yoshii, 1981
- Callyntrura brunnea (Carpenter, 1924)
- Callyntrura bukittimahensis Yosii, 1959
- Callyntrura bundu Yoshii, 1981
- Callyntrura capitata Lee & Rojanavongse, 1999
- Callyntrura carli (Handschin, 1929)
- Callyntrura chibai Yoshii, 1985
- Callyntrura cingulata Bonet, 1930
- Callyntrura claudiaprocula Fernando, 1960
- Callyntrura delamarei Mitra, 1974
- Callyntrura denisi Yoshii, 1994
- Callyntrura distincta Lee & Rojanavongse, 1999
- Callyntrura dubia (Börner, 1913)
- Callyntrura eburnea (Delamare Deboutteville, 1951)
- Callyntrura elongata (Carpenter, 1917)
- Callyntrura escheri (Handschin, 1929)
- Callyntrura fasciata (Ritter, 1911)
- Callyntrura feae (Parona, 1892)
- Callyntrura fissimucronata Denis, 1948
- Callyntrura fissisetosa (Handschin, 1929)
- Callyntrura flava (Carpenter, 1917)
- Callyntrura florensis (Oudemans, 1890)
- Callyntrura gapudi Yoshii, 1983
- Callyntrura gentingensis Yoshii, 1982
- Callyntrura gracilis Imms, 1912
- Callyntrura guangdongensis Ma, 2012
- Callyntrura gunung Yoshii, 1982
- Callyntrura hirsuta Kim & Rojanavongse, 1999
- Callyntrura hutan Yoshii, 1985
- Callyntrura incolorata Yoshii & Greenslade 1993
- Callyntrura inornata Yoshii, 1982
- Callyntrura insignis Imms, 1912
- Callyntrura istana Yoshii, 1981
- Callyntrura japonica (Kinoshita, 1917)
- Callyntrura javana Yoshii, 1992
- Callyntrura kudatensis Yoshii, 1981
- Callyntrura lahaddatuensis Yoshii, 1981
- Callyntrura lineata (Parona, 1892)
- Callyntrura lombokiana Yoshii & Yayuk, 1989
- Callyntrura longicornis (Oudemans, 1890)
- Callyntrura malayana Yosii, 1959
- Callyntrura marginata Yosii, 1961
- Callyntrura merah Yoshii, 1981
- Callyntrura michikoae Yoshii, 1994
- Callyntrura microphysarum Yosii, 1965
- Callyntrura miruluensis Yoshii, 1981
- Callyntrura modesta Yosii, 1985
- Callyntrura montana Kim & Rojanavongse, 1999
- Callyntrura mostynensis Yoshii, 1981
- Callyntrura musarum Yoshii, 1981
- Callyntrura nigerrima Prabhoo, 1971
- Callyntrura nigra Lee & Rojanavongse, 1999
- Callyntrura obscuriventris Yoshii, 1982
- Callyntrura oligosetosa Kim & Rojanavongse, 1999
- Callyntrura pahangensis Yoshii, 1982
- Callyntrura palawanica Yoshii, 1983
- Callyntrura pallescens Börner, 1913
- Callyntrura pilippinae Yosii, 1983
- Callyntrura prabhooi Mitra, 1974
- Callyntrura pulchra Yoshii, 1981
- Callyntrura putera Yoshii, 1985
- Callyntrura quadrimaculata Yoshii & Yayuk, 1989
- Callyntrura schoetti (Handschin, 1928)
- Callyntrura semilineata Yosii, 1961
- Callyntrura semiviolacea (Handschin, 1929)
- Callyntrura serrata Salmon, 1957
- Callyntrura signata Yoshii, 1981
- Callyntrura spinidentata Lee & Park, 1989
- Callyntrura spinifera Yosii, 1961
- Callyntrura striata Yosii, 1965
- Callyntrura striatella Kim & Rojanavongse, 1999
- Callyntrura sudindica Prabhoo, 1971
- Callyntrura sulawesica Yoshii & Greenslade 1993
- Callyntrura sultana Yoshii, 1982
- Callyntrura sumatrana (Oudemans, 1890)
- Callyntrura taiwanica Yosii, 1965
- Callyntrura tamparuliana Yoshii, 1981
- Callyntrura tarsata (Börner, 1906)
- Callyntrura tawauensis Yoshii, 1981
- Callyntrura thoyaopongi Yoshii, 1982
- Callyntrura tuhan Yoshii, 1981
- Callyntrura unilineata Yosii, 1961
- Callyntrura variabilis Mitra, 1974
- Callyntrura vestita (Handschin, 1925)
- Callyntrura vexans Yoshii, 1981
- Callyntrura vidharamadevi (Fernando, 1960)
- Callyntrura vietnamica Yoshii, 1994
- Callyntrura violacea Börner, 1913
- Callyntrura zaheri Mitra, 1974
- Callyntrura zonata Yosii, 1959

## Publication originale
- Börner, 1906 : Das System der Collembolen nebst Beschreibung neuer Collembolen des Hamburger Naturhistorischen Museums. Jahrbuch der Hamburgischen Wissenschaftlichen Anstalten, vol. 23, no 2, p. 147-186 (texte intégral).